# Вељко Милатовић
Вељко Милатовић (Никшић, 5. децембар 1921 — Херцег Нови, 19. октобар 2004) био је учесник Народноослободилачке борбе, друштвено-политички радник СФР Југославије и СР Црне Горе, јунак социјалистичког рада и народни херој Југославије.

## Биографија
Рођен је 5. децембра 1921. године у Никшићу, у учитељској породици. Гимназију је учио и завршио у Никшићу. Врло рано је ступио на пут револуционарне борбе. Члан Савеза комунистичке омладине Југославије (СКОЈ) постао је као ученик шестог разреда гимназије. Брзо се истакао и постао руководилац ђачке литерарне дружине, која је осим талената и приврженика књижевности, окупљала напредну омладину што се васпитавала и развијала под утицајем Комунистичке партије Југославије (КПЈ) и СКОЈ-а.
Када се уписао на Технички факултет у Београду, Милатовић је наставио своју активност у револуционарном студентском покрету главног града Југославије. Активан на свим задацима, 1940. године постао је члан Комунистичке партије Југославије. Био је учесник многих акција које су СКОЈ и КПЈ организовали на Београдском универзитету. Био је један од организатора успелог штрајка студената на Техничком факултету 1940. године.
Поред свих послова који су му додељивани крајем 1940. године, радио је на одговорном задатку у партијској техници Окружног комитета КПЈ за Београд.

### Народноослободилачка борба
После фашистичке агресије на Југославију и капитулације режима Краљевине Југославије, Милатовић се вратио у свој родни Никшић, где се укључио у припреме за оружани устанак у овом крају. Када је, после позива КПЈ, устанак захватио Црну Гору, Вељко Милатовић је постао политички комесар чете у Никшићком партизанском одреду.
Никшићки одред је ослободио знатну територију, готово цело подручје, осим блокираног Никшића и уског обалног појаса и градова у Боки, на коме је изграђена народна власт, организација жена и омладине. Милатовић је већ тада био истакнути омладински руководилац.
После Треће непријатељске офанзиве главнина непријатељских јединица морала је да се повуче из Црне Горе. По одлуци КПЈ, Милатовић је остављен да илегално ради на привремено окупираној територији Никшићког округа. Као секретар Окружног комитета СКОЈ-а, провео је дуги и тешки период борбе против окупатора.
Касније је именован за организационог секретара Покрајинског комитета СКОЈ-а за Црну Гору и Боку. Био је потпредседник Уједињеног савеза антифашистичке омладине Југославије (УСАОЈ). Након формирања Одељења за заштиту народа (ОЗН), Милатовић је постављен за првог начелника Озне за Црну Гору. Учествовао је у хватању и ликвидацији Крста Зрнова Поповића, 1947. године.

### Послератни период
После рата, Милатовић је радио на истакнутим дужностима у СР Црној Гори и СФР Југославији:
- помоћник министра у Влади НР Црне Горе,
- опуномоћени министар у Савезном секретаријату за иностране послове СФР Југославије,
- председник Скупштине СР Црне Горе од 5. маја 1967. до 6. октобра 1969. године,
- председник Председништва СР Црне Горе од 6. маја 1974. до 7. маја 1982. године,
- члан Савета федерације.

У КПЈ/СКЈ је такође вршио одговорне функције:
- секретар Среског комитета у Никшићу,
- секретар Идеолошке комисије Централног комитета СК Црне Горе,
- секретар Комисије за међународне везе Централног комитета СКЈ,
- члан Централног комитета и Председништва ЦК СК Црне Горе.

Поред дужности у КПЈ/СКЈ и представничким телима, вршио је и истакнуте друштвено-политичке функције:
- секретар Централног одбора Савеза синдиката Југославије (ССЈ),
- председник Савезне конференције Социјалистичког савеза радног народа Југославије (ССРНЈ),
- директор и главни уредник „Побједе“.

Године 1984, изненада и без јавног објашњења, дао је оставку на све функције и од тада је живео у пензији.
За време ратних 1990-их, неколико пута се јавно противио сејању мржње међу зараћеним народима, ратном разарању и злочинима.
Преминуо је 19. октобра 2004. у Херцег Новом. Сахрањен је у селу Винићима, код Даниловграда.
Носилац је Партизанске споменице 1941. и других југословенских одликовања, неђу којима су Орден јунака социјалистичког рада, Орден за храброст и др. Орденом народног хероја одликован је 27. новембра 1953. године.